# Hutterer

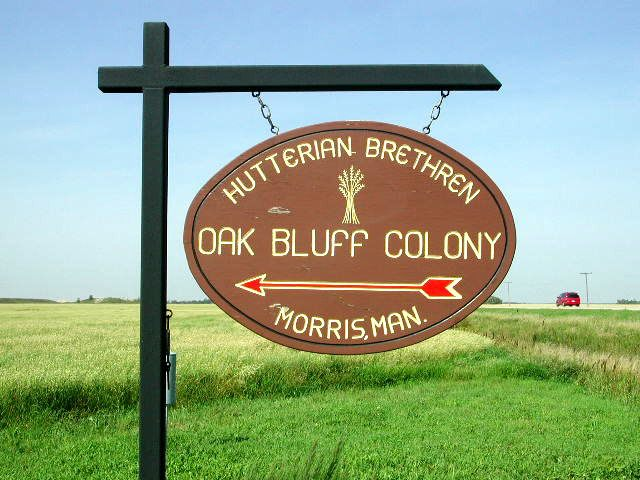
Hinweistafel zum Bruderhof von Oak Bluff

Die Hutterer, auch Hutterische Brüder genannt, bisweilen in der Schreibweise Huterer, sind eine täuferische Gemeinschaft, die auf Jakob Hutter zurückgeht und deren Anhänger in Gütergemeinschaft nach dem Vorbild der Jerusalemer Urgemeinde leben. Die Hutterer bilden keine einheitliche Organisation, sondern setzen sich aus mehreren selbstständigen Untergruppen zusammen. Ihre Lehre und Glaubenspraxis waren der Grund, weshalb ihre Mitglieder seit der Gründung im Jahr 1528 häufig emigrieren mussten. Heute leben die rund 45.000 Anhänger nahezu ausschließlich in den Vereinigten Staaten und Kanada. Sie sprechen bis heute das Hutterische – einen bairisch-österreichisch geprägten Dialekt – als Muttersprache.

## Geschichte

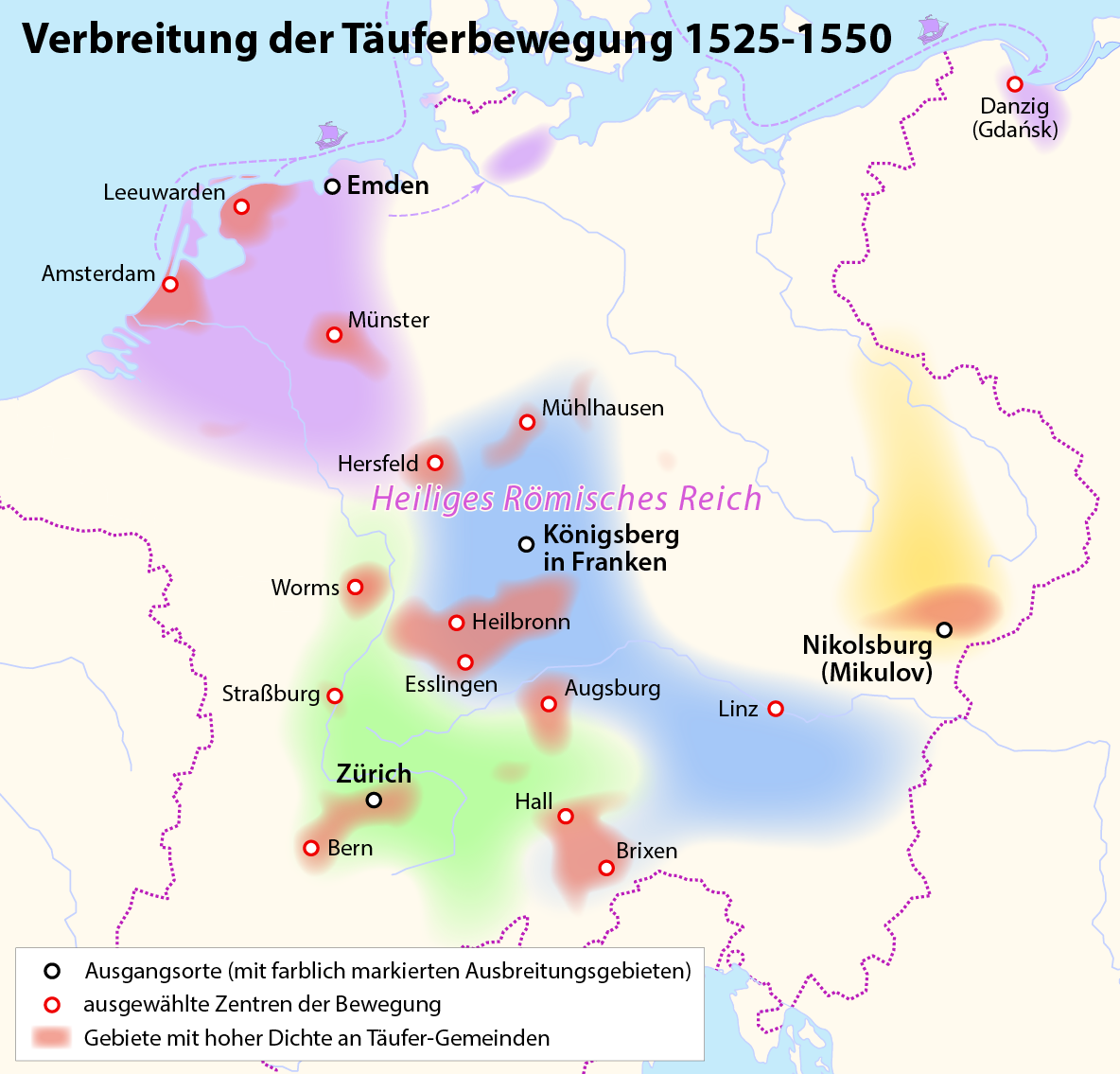
Die Hutterer etablierten sich in der Reformationszeit in Mähren, in das verfolgte Täufer aus Tirol und anderen Regionen emigriert waren

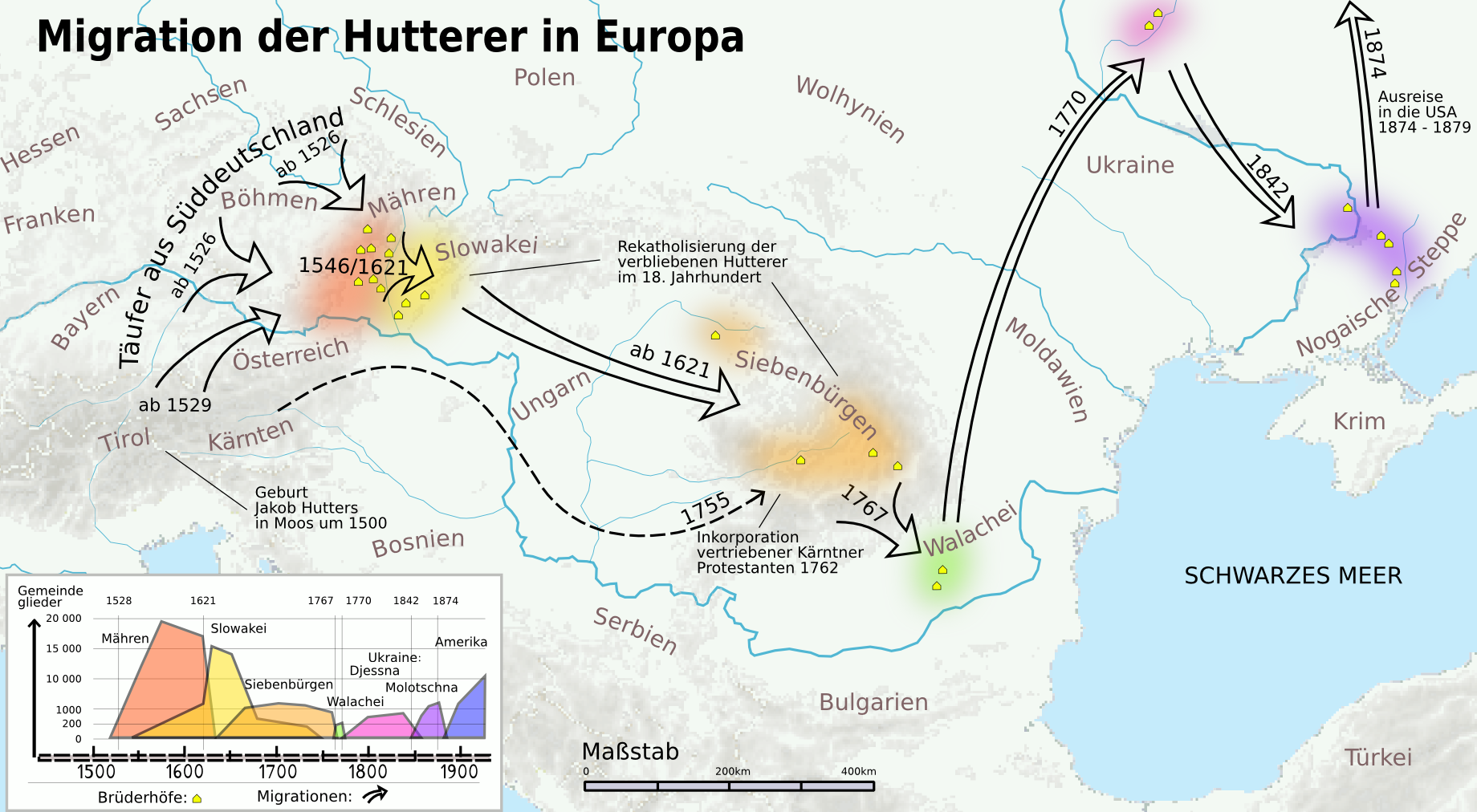
Migration der Hutterer von 1528 bis zur Auswanderung nach Nordamerika 1874

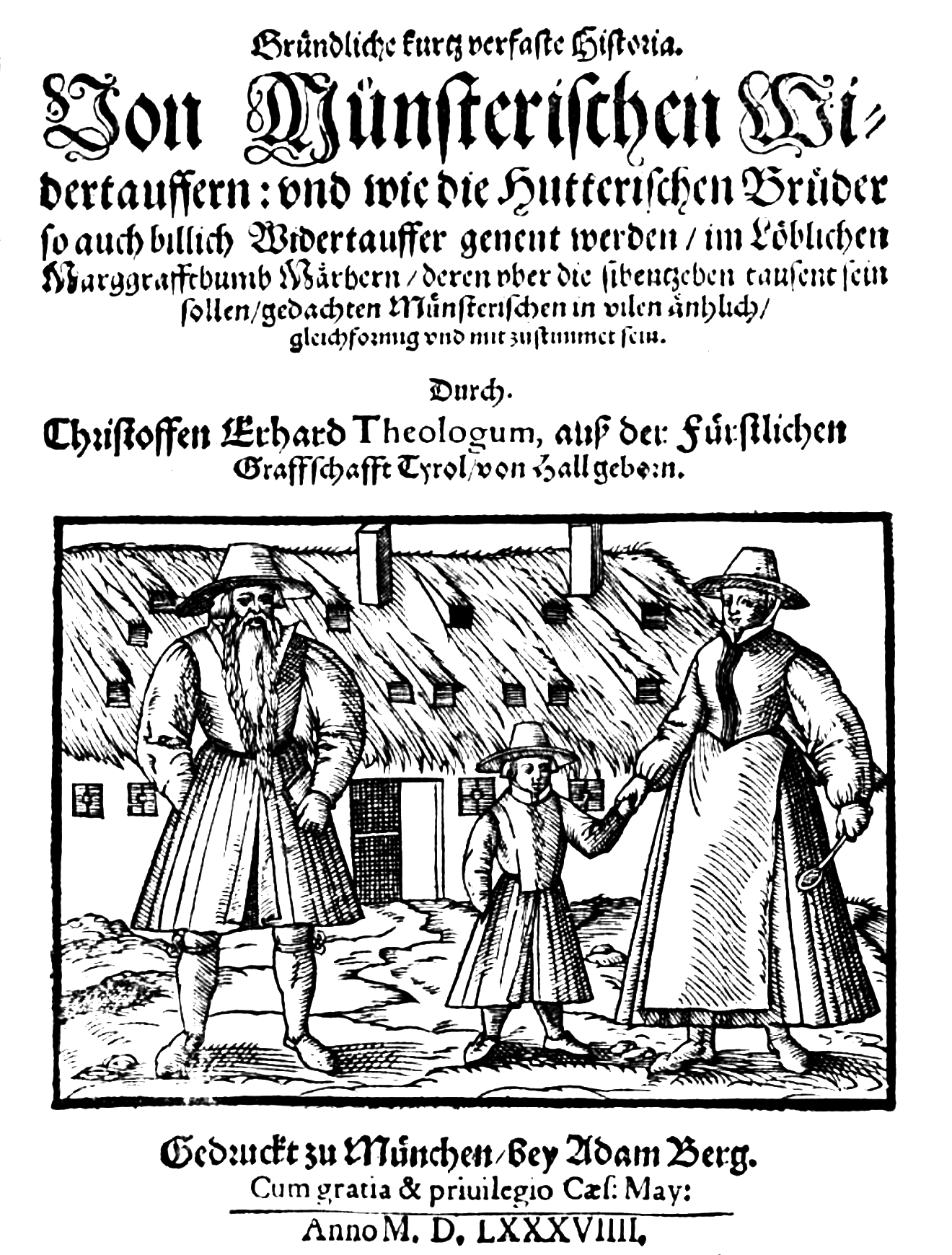
Frühe Hutterer-Anklageschrift

Die Hutterer betrachten gemeinsam mit den anderen Täufern die erste Gläubigentaufe in Zürich, die nach täuferischer Überlieferung am 21. Januar 1525 stattfand, als Anfangspunkt ihrer Geschichte. Mit ihrem Bekenntnis zur urchristlichen Gütergemeinschaft stellten sie einen eigenen Flügel der Täuferbewegung dar.
Unter den im ganzen deutsch- und niederländischsprachigen Gebiet verstreut lebenden Täufern taten sich Menno Simons in Norddeutschland und den Niederlanden sowie der aus dem Südtiroler Pustertal stammende Jakob Hutter in Süddeutschland als Führungspersönlichkeiten der Täufer hervor. Beide gründeten festgefügte Gemeinschaften, auf die sich verfolgte Glaubensanhänger verlassen konnten. Ihre Anhänger entwickelten sich seitdem weitgehend unabhängig voneinander und werden bis heute in Hutterer und Mennoniten, von denen sich später noch einmal die Amischen abspalteten, unterschieden.
Die Täufer wurden von der römisch-katholischen, der lutherischen und der reformierten Kirche, das heißt von allen damals etablierten Kirchen, als Ketzer, die die Kindertaufe und damit die Lehren der Kirche in Abrede stellten, angesehen und deswegen verfolgt und getötet. Das durch Kaiser Karl V. 1529 erlassene Wiedertäufermandat verbot die Taufe der Taufgesinnten unter Androhung der Todesstrafe. Zahlreiche Täufer, darunter auch Jakob Hutter, starben als Märtyrer.

### Mähren (1528–1622)
Die Verfolgten bildeten Gemeinschaften von Gleichgesinnten in Gegenden, in denen relative Toleranz in Religionsfragen herrschte. Viele Täufer ließen sich deshalb in Mähren nieder, wo sie nicht zuletzt wegen ihres Fleißes willkommen waren. Die Markgrafschaft Mähren wurde bis 1620 praktisch von einer Oligarchie des Adels regiert und es herrschte eine vergleichsweise große religiöse Toleranz, im Gegensatz zu den meisten anderen habsburgischen Ländern. Schutz fanden die Täufer auf den Gütern der Herren von Liechtenstein, Žerotín, Leipa, Boskowitz, Kaunitz und Waldstein.
Ein erstes Zentrum der mährischen Täuferbewegung bildete der Raum um Nikolsburg, in dem Balthasar Hubmaier bereits ab 1526 eine lokale täuferische Reformation durchgeführt hatte. Bald kam es hier jedoch zu einem theologischen Disput über die Legitimität von Gewalt, der zur Spaltung der noch jungen mährischen Täuferbewegung in bewaffnete Schwertler und gewaltlose Stäbler führte. Die letztere Gruppe verließ Nikolsburg im Jahre 1528 und bildete später in Austerlitz einen ersten täuferischen Bruderhof.
Ein Jahr später kam auch Jakob Hutter erstmals nach Austerlitz. Er half in den kommenden Jahren weiteren Täufern bei der Ansiedlung in Mähren. Die Austerlitzer Gemeinde expandierte und konnte bereits 1530 eine Tochtergemeinde im nahen Butschowitz aufbauen. Im Winter 1530/31 hatte die Gemeinschaft etwa 600 erwachsene Mitglieder.
Nach internen Konflikten trennte sich jedoch im Januar 1531 eine etwa 150 Personen große Gruppe von den Austerlitzern und übersiedelte unter Führung von Wilhelm Reublin nach Auspitz, wo ein weiterer Bruderhof errichtet werden konnte. Hier bestanden auch enge Kontakte zu den ebenfalls in Gütergemeinschaft lebenden Gabrielern und Philippern. Im Oktober 1533 wählte die Auspitzer Gemeinschaft schließlich Jakob Hutter zu ihrem Vorsteher, womit sie zur Keimzelle der hutterischen Bewegung wurde. Hutter warb weitere Mitglieder und konsolidierte die noch junge Auspitzer Gemeinde, so dass sich das Modell einer urchristlich-kommunistischen Produktions- und Gütergemeinschaft weiter festigen konnte. Nach seinem Tod war es vor allem Peter Riedemann, der die Kodifizierung der Lehre und Glaubenspraxis vorantrieb.
Bis zum Beginn des Dreißigjährigen Krieges (1618–1648) blühte das hutterische Gemeindeleben. Besonders die Jahre zwischen 1563 und 1592 bildeten den Höhepunkt der hutterischen Aktivitäten in Mähren. Die Chroniken sprechen von den „guten Jahren“, manchmal auch von der „goldenen Zeit der Hutterer“. Aufgrund aktiver Missionstätigkeit lag die Zahl der Konvertiten auch noch über der in der Gemeinschaft Geborener.
Die Zugezogenen übten ihre erlernten handwerklichen Tätigkeiten auch in den Gemeinden aus. Unter anderem gab es Uhrmacher, Brauer, Schmiede, Glaser, Töpfer, Seil- und Siebmacher, Bergarbeiter, aber auch Chirurgen und Ärzte, alles Berufe, die heute von den Hutterern nicht mehr ausgeübt werden. Hutterische Ärzte besaßen ein hohes Ansehen. So ist überliefert, dass sich der kranke Sohn eines Franz von Taxis im Jahre 1581 bei den Hutterern gesundpflegen ließ. Auch die hutterischen Schulen waren ihrer Zeit weit voraus und auch Nichthutterer schickten ihre Kinder dorthin. An die 80 Bruderhöfe bestanden damals mit mindestens 20.000 Bewohnern. Die Höfe bildeten noch keine selbstständigen Siedlungen, sondern befanden sich innerhalb der bestehenden Ortschaften.
Während des Dreißigjährigen Krieges wurden die Hutterer jedoch immer wieder Ziel marodierender Landsknechte. Das hutterische Geschichtbuch berichtet, dass allein zwischen Juli und Oktober 1619 29 hutterische Bruderhöfe von kaiserlichen Truppen zerstört wurden. Oft mussten sich die Bewohner in Wäldern oder Höhlen verstecken. Diese Höhlen (tschechisch: lochy) waren aufwendig konstruiert und verbargen ihre Bewohner hinter Gängen und Falllöchern in unterirdischen Wohnräumen, die mit verborgenen Ausgängen verbunden waren. 1622 befahl Kaiser Ferdinand II. den Hutterern im Rahmen der Gegenreformation, entweder zum katholischen Glauben überzutreten oder sein Land binnen vier Wochen zu verlassen. Damit begann die lange Wanderschaft der hutterischen Gemeinden.

### Niederösterreich (1538–1622)
Im niederösterreichischen Weinviertel gründeten einige Hutterer ein kleines Zentrum im Norden von Steinebrunn. Dort hatte das Adelsgeschlecht der Fünfkirchner die Grafschaft Falkenstein übernommen. Hans III. Fünfkirchen sowie sein Sohn Johann Bernhard von Fünfkirchen waren selbst Anhänger der Hutterer. Vor allem vertriebene Hutterer aus den umliegenden Gemeinden fanden hier Zuflucht.
Im Jahr 1539 wurde die Bevölkerung von Soldaten des Kaisers Ferdinand I. überfallen und Teile der männlichen Bevölkerung nach Triest deportiert. Ein Teil davon konnte fliehen und kehrte zu den Familien zurück. Trotz jahrelanger Schwierigkeiten lebten Hutterer bis 1620 in dieser Region. Erst nach der Schlacht am Weißen Berg wurden auch die restlichen Hutterer vertrieben. Viele ließen sich daraufhin in der Slowakei nieder. Die Geschichte der Hutterer in Niederösterreich und im angrenzenden Südmähren ist im Täufermuseum Niedersulz und in der Ausstellung über die Hutterer in der Burgruine Falkenstein dokumentiert.

### Ungarn, Slowakei und Siebenbürgen (1546–1770)

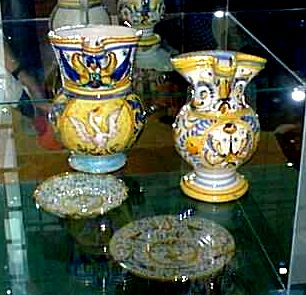
Habaner (hutterische) Keramik

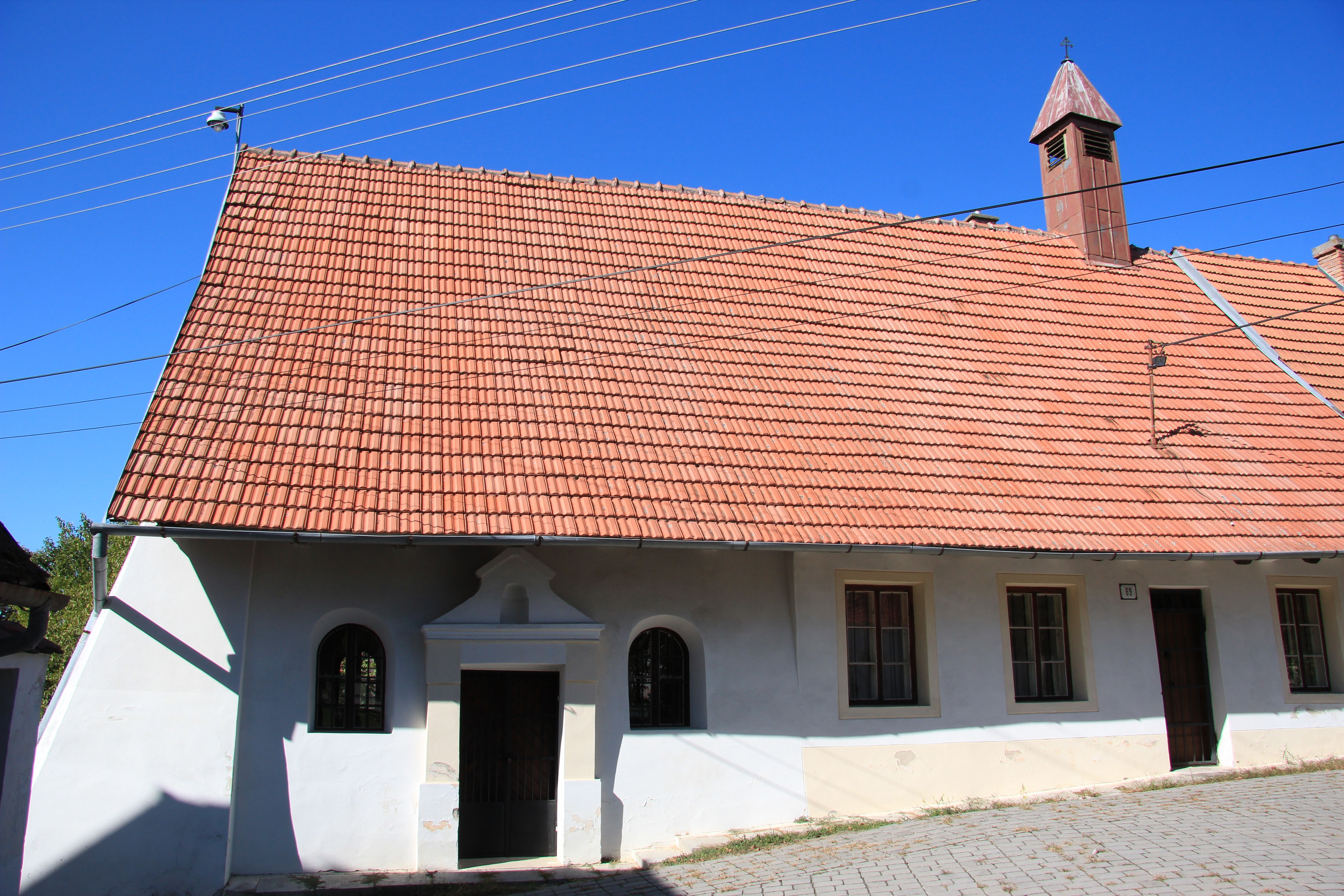
Bethaus des Bruderhofes (Habanerhof) im slowakischen Veľké Leváre/Großschützen

Bereits im Laufe des 16. Jahrhunderts entstanden auch in der damals noch zu Ungarn gehörenden und Oberungarn genannten Slowakei hutterische Bruderhöfe. Die bedeutendsten Ansiedlungen befanden sich in Sobotište (deutsch: Sabatisch), in Moravský Svätý Ján (St. Johann) und Veľké Leváre (Großschützen). Der erste Bruderhof (auch: Haushabe) in Sabatisch war bereits 1546 gegründet worden.
Vielen calvinistisch und lutherisch gesinnten ungarischen Adelshäusern waren die reformatorischen Hutterer willkommen, da sie sich durch sie eine Neubesiedelung abgelegener und entvölkerter Landstriche erhofften. Auch als Handwerker waren die Hutterer geschätzt. In der Slowakei wurden die Hutterer auch als Habaner bezeichnet. Die hier von den Hutterern hergestellten Keramikwaren werden bis heute noch als Habanerfayencen bezeichnet.
Nach Beginn der Verfolgungen im benachbarten Mähren im Jahr 1622 fanden schließlich über 12.000 vertriebene Hutterer Zuflucht auf den „oberungarischen“, das heißt slowakischen Bruderhöfen. Für viele aus Mähren geflohene hutterische Familien sollte die Slowakei für die folgenden 150 Jahre eine feste Heimat werden. Viele Hutterer wurden auch im damals ebenfalls zu Ungarn gehörende Siebenbürgen angesiedelt, wobei diese Ansiedelung auf Druck des Fürsten Gabriel Bethlen geschah. Die Zahl der in Siebenburgen lebenden Siedler wuchs im Lauf der Zeit auf etwa 2.000 Hutterer an.
Die siebenbürgische Hauptsiedlung war Unterwintz (deutsch auch: Alwünz oder Alwinz, rumänisch: Vințu de Jos, ungarisch: Alvinc), später entstanden jedoch noch weitere hutterische Siedlungen in Gilau bei Klausenburg, in Neumarkt, Eibesdorf, Stein, Kreutz und Großwardein. Zentrum der siebenbürgischen Hutterer blieb jedoch Unterwintz. Hier konnte auch Tonerde für die von den Hutterern betriebene Keramikproduktion abgebaut werden.
Dennoch bremsten die weiteren Ereignisse die Entwicklung der Hutterer. Besonders in der Slowakei wurden die hutterischen Höfe immer wieder von plündernden Truppenteilen des Dreißigjährigen Krieges überfallen. Auch die nach dem Krieg von österreich-ungarischer Seite intensivierten Rekatholisierungsmaßnahmen setzten den einzelnen Gemeinden immer stärker zu. Es kam zu zahlreichen Festnahmen und Konfiskationen auf den kommunal geführten Höfen. Ebenso drohten Zwangsadoptionen hutterischer Kinder.
Die frühere Intensität der hutterischen Mission nahm ebenfalls stark ab. Zwar konnte 1654 mit Brüdern aus Sabatisch noch ein hutterischer Bruderhof im pfälzischen Mannheim gebildet werden, doch auch diese deutsche Gemeinde löste sich trotz fürstlicher Privilegien 1684 wieder auf. Die hutterischen Chronisten beschrieben diese Zeit schließlich als eine Zeit des Verfalls der Tradition und einer Abkehr vom Glauben. Durch die anhaltenden Kriege und Plünderungen sahen sich die Hutterer schließlich im Jahre 1685 dazu veranlasst, ihre Gütergemeinschaft gänzlich aufzugeben.
Die Gemeinschaft stand kurz vor ihrer Auflösung; zahlreiche Anhänger konvertierten nach Androhung von Zwang zum katholischen Glauben. Nur einzelne Bruderhöfe in Siebenbürgen konnten sich noch trotz der rabiaten Gegenreformation halten. Dort traf im Jahr 1755 auch eine Gruppe von österreichischen Transmigranten ein, die von Kaiserin Maria Theresia wegen ihres protestantischen Glaubens zwangsumgesiedelt wurden und in mehreren Orten, darunter Grosspold (rumänisch Apoldu de Sus), Neppendorf und Heltau, angesiedelt wurden, welches ganz in der Nähe von Unterwintz liegt.
Einige dieser aus Kärnten stammenden Landler, die zuvor nichts von der Existenz der Täufer gewusst hatten, waren von deren Prinzipien und Standhaftigkeit beeindruckt und schlossen sich diesen Hutterern an. Dadurch gaben sie der kleinen Gemeinschaft neue Impulse und auch die Gütergemeinschaft wurde 1762 neu eingeführt. Die heutigen hutterischen Familiennamen Kleinsasser, Hofer, Waldner, Wurz und Glanzer, gehen auf die Kärntner Landler zurück.

#### Mannheim (1655–1684)
Vom slowakischen Sobotischt konnte im 17. Jahrhundert auch ein Bruderhof im kurpfälzischen Mannheim etabliert werden. Hutterische Siedler kamen damals auf Einladung des Kurfürsten Karl Ludwig, der als einer der ersten deutschen Fürsten eine tolerante Religionspolitik verfolgte und neue Einwohner für das neuaufgebaute Mannheim suchte. Begleitet wurde der Aufbau des Bruderhofes von den beiden hutterischen Delegierten Christoph Baumhauer und Jakob Amssler. Der von 1655 bis 1684 bestehende Bruderhof befand sich im heutigen Stadtquadrat E 6, wo es zudem zeitweise noch Gemeindegebäude der ebenfalls radikal-reformatorischen Unitarier gab. 1674 wurden in Mannheim 13 hutterische Familien gezählt. Später assimilierte sich die hutterische Gemeinde in das umgebende evangelisch-reformierte Milieu. Ob es eine Kontinuität zu den kurze Zeit später in Mannheim auftretenden Mennoniten gibt, kann nicht mit Sicherheit beantwortet werden.

### Walachei (1767–1770)
Unter dem Druck der Rekatholisierung entschlossen sich die noch in Freiheit lebenden siebenbürgischen Hutterer schließlich zur Flucht über die Karpaten in die unter osmanischer Kontrolle stehende Walachei. Hier gründeten sie einen ersten Hof in Tschoregirle (Ciorogîrla) bei Bukarest. Aufgrund schlechter Wasserqualität und einer daraus folgenden Typhusepidemie übersiedelten die Bewohner im Frühjahr 1769 ins nicht weit entfernte Presetschain, wo sie einen Hof zum Obstanbau pachten konnten.
Hier entstanden bald weitere Häuser und Werkstätten. Doch die Auswirkungen des 1768 begonnenen Russisch-Türkischen Krieges setzten auch dem Bruderhof in der Walachei ein Ende. Besonders im November 1769 kam es zu einer ganzen Serie von Überfällen. Letztlich verloren die Hutterer unter dem Kriegsgeschehen zwischen Türken und Russen nahezu ihren gesamten Besitz.

### Russland (1770–1874)
Schließlich nahmen die Hutterer das Angebot des russischen Adligen Graf Rumjanzew an, sich auf seinem Land in der Ukraine anzusiedeln. Die Gruppe der in die Walachei Aufgebrochenen zählte lediglich 67 Anhänger, einige Zurückgebliebene zogen später nach. Die Hutterer folgten damit auch dem Ruf der russischen Zarin Katharina der Großen, die unbewohnte Landstriche besiedeln wollte und Neusiedlern und deren Nachkommen Land und freie Religionsausübung versprach.
So siedelten die Hutterer ab August 1770 100 Kilometer nordöstlich von Kiew in Wischenka am Fluss Djessna wieder in Gütergemeinschaft. Dorthin zogen nach und nach z. B. aus der Gefangenschaft entlassene Hutterer nach. Delegierte wurden ausgesandt. Daraufhin schlossen sich auch einige mennonitische Familien den Hutterern an. Die mennonitischen Familiennamen Entz, Decker und Knels wurden auf diese Weise auch zu hutterischen Namen. Nach dem Umzug der Gemeinde nach Raditschew kam es zu internen Streitigkeiten.
Die Gemeinde verarmte zudem mit der Zeit und hatte auch mit dem Problem der Überbevölkerung zu kämpfen. Zeitweilig lebten fast 400 Siedler in der Gemeinde. Im Jahre 1818 kam es zu einem Bruch, der zur erneuten Aufgabe der Gütergemeinschaft führte. Zur Lösung ihrer Probleme nahmen sie die Hilfe der Mennoniten in Anspruch, welche in dieser Zeit Einfluss auf die Gestaltung der hutterischen Gemeinschaft nahmen. Es kam zur Spaltung zwischen Eigentümlern und Gemeinschaftlern.
Die Einführung der allgemeinen Wehrpflicht bis 1874 schweißte die Gemeinde noch einmal zusammen. Sie entschloss sich auszuwandern. Die Wahl fiel auf Nordamerika, da sich dort bereits Mennoniten angesiedelt hatten. Die Auswanderung erfolgte in drei Wellen zwischen 1874 und 1879. Aus der ersten gingen die Schmiede-, aus der zweiten die Darius- und aus der dritten Welle die Lehrerleut hervor.

### Nordamerika (seit 1874)

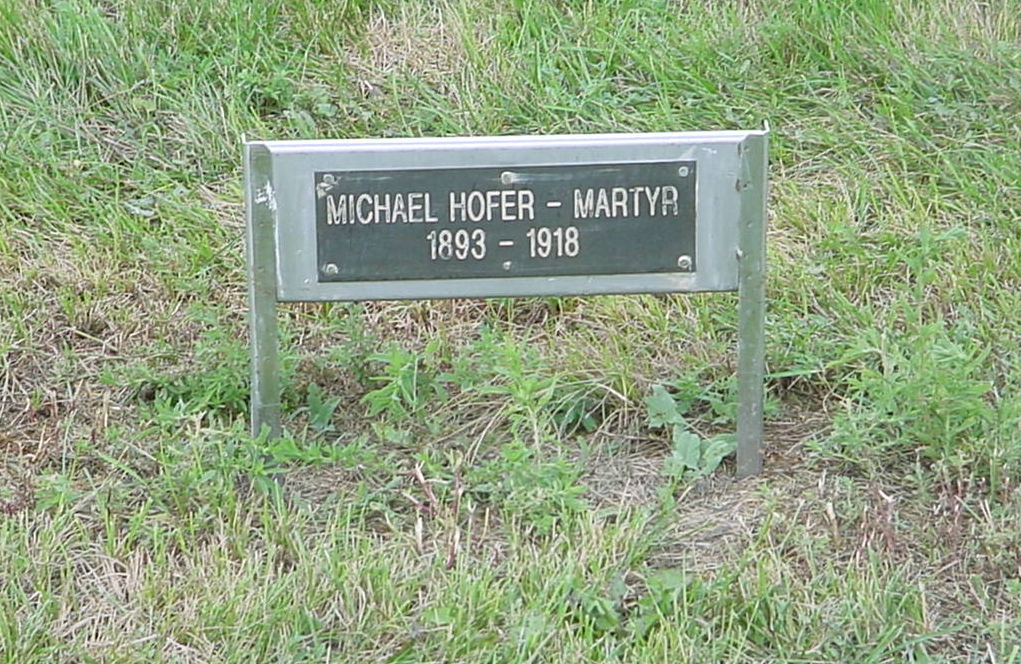
Michael Hofer: im US-amerikanischen Gefängnis gestorben

Über Hamburg und New York kamen die Hutterer nach South Dakota, wo sie sich wieder ansiedelten. Von den 1265 Übersiedlern gehörten nur rund 400 den Gemeinschaftlern an. Diese bildeten eigene Gemeinden, aus denen sich alle heutigen Gemeinden entwickelten. Die übrigen Übersiedler nahmen den Homestead Act in Anspruch und gingen als Prärieleute privat der Landwirtschaft nach. Die Prärieleute konnten keine gemeinsame Kultur bewahren; viele von ihnen schlossen sich im Laufe der Zeit den Mennoniten an.
Im Verlauf des Ersten Weltkrieges kam es zu Ausschreitungen gegen die Deutsch sprechenden Hutterer. Sie wurden als den Deutschen zugehörig empfunden, außerdem lehnten sie es ab, den Militärdienst auszuüben und US-amerikanische Kriegsanleihen (die sogenannten Liberty Bonds) zu kaufen (stattdessen spendeten sie unter anderem für das Rote Kreuz). Besonders schwerwiegend war die Behandlung der hutterischen Kriegsdienstverweigerer.
Das US-amerikanische Militär führte in mehreren Fällen Scheinexekutionen gegenüber jungen hutterischen Kriegsdienstverweigerern durch. Zwei junge Hutterer starben, weil sie sich weigerten, Uniformen anzuziehen und deshalb im Winter viele Stunden nackt und angekettet im Freien verbringen mussten. Ein im Jahr 1917 bei Präsident Wilson eingereichtes Gesuch um Abhilfe wurde ignoriert.
Die Hoffnung einer zu Beginn des Jahres 1918 nach Washington entsandten hutterischen Delegation auf Einrichtung eines nicht-militärischen Ersatzdienstes zerschlug sich auch. Daraufhin trafen die Hutterer die Entscheidung, geschlossen nach Kanada auszuwandern. Der Prozess der Auswanderung (Verkauf der Ländereien, Erwerb neuer in Kanada) zog sich so lange hin, dass zum Ende des Krieges noch nicht der gesamte Besitz in den USA veräußert war.
Trotz der Wirtschaftskrise in Kanada in den 1930er Jahren ging es den Hutterern wieder recht gut. In der Folge hatten sie ein starkes Bevölkerungswachstum zu verzeichnen, das bis heute anhält. Aus der Krise in Russland hatten die Hutterer gelernt, dass zu große Gemeinden sich destruktiv auf den Zusammenhalt auswirkten. Eine Kolonie mit etwa 120 Bewohnern gründet deshalb eine Tochtergemeinde, in die die Hälfte der Bewohner umsiedelte. Jedoch sahen sich die Hutterer während des Zweiten Weltkrieges einer zunehmenden Feindseligkeit in der Bevölkerung sowie einer diskriminierenden Gesetzgebung ausgesetzt. Deswegen wurden auch wieder neue Kolonien in den USA gegründet. Die drei Gruppen der Hutterer zeichnen sich durch einen unterschiedlichen Grad der Offenheit gegenüber ihrer Umwelt aus. Jedoch leben alle Hutterer bis heute relativ abgeschottet von der Außenwelt.

### Die Vorsteher der Hutterer 1533–1889

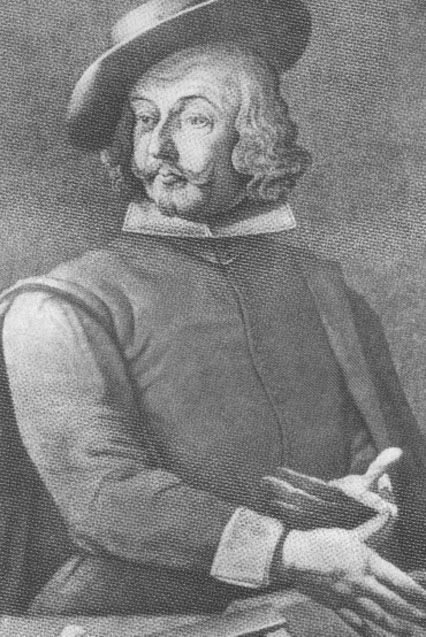
Jakob Hutter

- Jakob Hutter oder Huter (Südtirol) 1500–1536, Hutter gilt als Gründer der Hutterer
- Hanns Amon (Bayern) 1536–1542
- Leonhardius Lanzenstil (Bayern) 1542–1565
- Peter Rideman (Schlesien) 1542–1565, Rideman versah das Leitungsamt gemeinsam mit Lanzenstil
- Peter Walpot (Tirol) 1565–1578
- Hans Kräl (Kitzbühel) 1578–1583
- Klaus Braidl (Hessen) 1583–1611
- Sebastian Dietrich (Württemberg) 1611–1619
- Ulrich Jaussling (Schweiz) 1619–1621
- Valentin Winter (Württemberg) 1622–1631
- Heinrich Hartmann 1631–1639
- Andreas Ehrenpreis 1639–1662, Ehrenpreis gilt als „der 2. Gründer“ der hutterischen Bruderschaft
- Johannes Rücker 1662–1687
- Johannes Milder 1687–1688
- Caspar Eglauch 1688–1693
- Tobias Bersch 1694–1701; Bersch gab die Gütergemeinschaft um 1700 auf
- Jonas Roth/Mathias Helm 1701–1724
- Jakob Pollman 1724–1734, in Pollmans Amtszeit wurde in Lewärsch und Sabatisch die Kindertaufe eingeführt
- Jorgl Franckh 1734–1746, Franckh wurde abgesetzt
- Zacharias Walther 1746–1761, Walther fiel in der Verfolgung von der hutterischen Lehre ab und trat zur Römisch-katholischen Kirche über
- Heinrich Müller 1762, Müller wurde 1762 von römisch-katholischen Priestern in einem Kloster ermordet.[16]
- Hänsel Kleinsasser (Kärnten) 1762–1779
- Joseph Kuhr (Alwinz) 1779–1794
- Johannes Waldner (Kärnten) 1794–1824
- Jakob Walter (Sabatisch) 1824–1855
- Jörg Waldner 1846–1857
- Michel Waldner 1876–1889

## Heutige Siedlungsgebiete
Im Jahr 2005 gab es etwa 465 Hutterer-Kolonien mit jeweils etwa 60 bis 150 Hutterern. Etwa drei Viertel lebten in Kanada (British Columbia, Alberta, Manitoba, Saskatchewan), ein Viertel in den US-Bundesstaaten Washington, Oregon, Montana, North Dakota, South Dakota und Minnesota. Fast alle von ihnen stammen von den 400 Hutterern ab, die nicht den Homestead Act von 1862 in Anspruch genommen haben. Zwischen 1940 und 1961 gab es mit der Siedlung Primavera auch in Paraguay nahe der mennonitischen Siedlung Friesland neu-hutterische Bruderhöfe.
Die in den 1870er Jahren in die USA einwandernden Hutterer hatten nur 15 Familiennamen: Decker, Entz, Glanzer, Gross, Hofer, Kleinsasser, Knels, Mändel, Stahl, Tschetter, Waldner, Walther, Wipf, Wollmann, Wurz. Seitdem sind nur wenige Menschen dauerhaft zu ihnen gestoßen, darunter in den 1920er Jahren ein russlandmennonitischer Witwer mit zwölf Kindern namens Teichroeb, dessen Nachkommen unter den heutigen Hutterern zahlreich sind.

## Gruppen der Hutterer

### Althutterer
Die Althutterer teilen sich in:
- Schmiedeleut unter Michael Waldner, entstanden aus der Kolonie Bon Homme
- Lehrerleut unter Jakob Wipf, entstanden aus der Kolonie Almspring
- Dariusleut unter Darius Walter, entstanden aus der Kolonie Wolf Creek

Die Namen leiten sich aus den Anführern der ersten Kolonien ab. Waldner hatte vor seiner Einführung ins Amt des geistlichen Oberhauptes die Position eines Schmieds inne, während Wipf Lehrer war. 1992 kam es zu einer Spaltung der Schmiedeleut, die konservativere Gruppe wird auch als Gibb-Hutterer bezeichnet und hat sich mit den Darius- und Lehrerleut zu einer Kirche verbunden. Außerdem gibt es eine Reihe unabhängiger Kolonien. Die größten sind Fort Pitt Christian Community in Saskatchewan (110 Mitglieder) und Elmendorf Christian Community in Minnesota, zu der noch drei weitere Gemeinschaften gehören (zusammen etwa 260 Mitglieder).
Darüber hinaus gab es die Prärieleut, ungefähr 800 der 1200 in den 1880er-Jahren in die Vereinigten Staaten eingewanderten Hutterer. Die Prärieleut machten vom Homestead Act Gebrauch, der jeder Familie, die eine selbstbewirtschaftete Farm gründen wollte, kostenfrei ein Stück Land zuwies, das sie innerhalb einer gewissen Frist zu bebauen hatten. Die Prärieleut verloren relativ schnell ihre hutterische Identität und ihren spezifisch hutterischen Glauben. Sie scheinen durch die repressiven Maßnahmen während des Zweiten Weltkrieges gegen alle Deutschsprachigen in den Vereinigten Staaten endgültig aufgehört zu haben, als eigenständige Gruppe zu existieren und gehören heute meist mennonitischen Kirchen an.

### Neuhutterer
Eine Sonderrolle innerhalb der hutterischen Bewegung nehmen die Bruderhöfer oder Arnoldleut ein. Sie waren zeitweilig den Hutterern angeschlossen, sind aber seit 1995 wieder von ihnen getrennt. Die meisten Bruderhöfer sind keine ethnischen Hutterer, einige Personen traten jedoch von den Althutterern zu den Bruderhöfern über. Ihre Gemeinschaft wurde in Deutschland im Jahre 1920 von Eberhard Arnold und seiner Frau Emmy Arnold in Sannerz in Hessen gegründet, wo sie sich 2002 mit einer Gemeinschaft wieder angesiedelt haben.
Weitere Neuhutterer sind u. a. die Juliusleut in Ontario (Kanada), die Owa-Leut in Japan und die Nigerialeut.

## Gemeindeleben und Lehren
Als aus der radikalen Reformation hervorgegangene täuferische Kirche praktizieren die Hutterer die Glaubenstaufe. Grundlage des Gemeindelebens bildet die wörtliche Auslegung der Bibel. Neben einem arbeitsamen und keuschen Leben gehört dazu vor allem die Idee der Gütergemeinschaft. Diese wird mit Apg 2,44  begründet: „Und alle, die da gläubig geworden waren, taten ihren ganzen Besitz zusammen.“
Kriegs- und Wehrdienst wurden von den pazifistisch eingestellten Hutterern schon immer mit dem Hinweis auf die Bergpredigt verworfen, wobei dem Staat allerdings das Recht zugestanden wird, seine Existenz nach innen und außen mit Waffen zu schützen.
Das in der Bibel erwähnte Bilderverbot wird von den Darius- und Lehrerleut auch auf das Fotografieren bezogen. Es ist nicht erlaubt, Fotos zu machen oder von sich machen zu lassen. Hier ergeben sich immer wieder praktische Probleme mit staatlichen Stellen, etwa beim Ausstellen eines Reisepasses oder beim Erwerb eines Führerscheins.

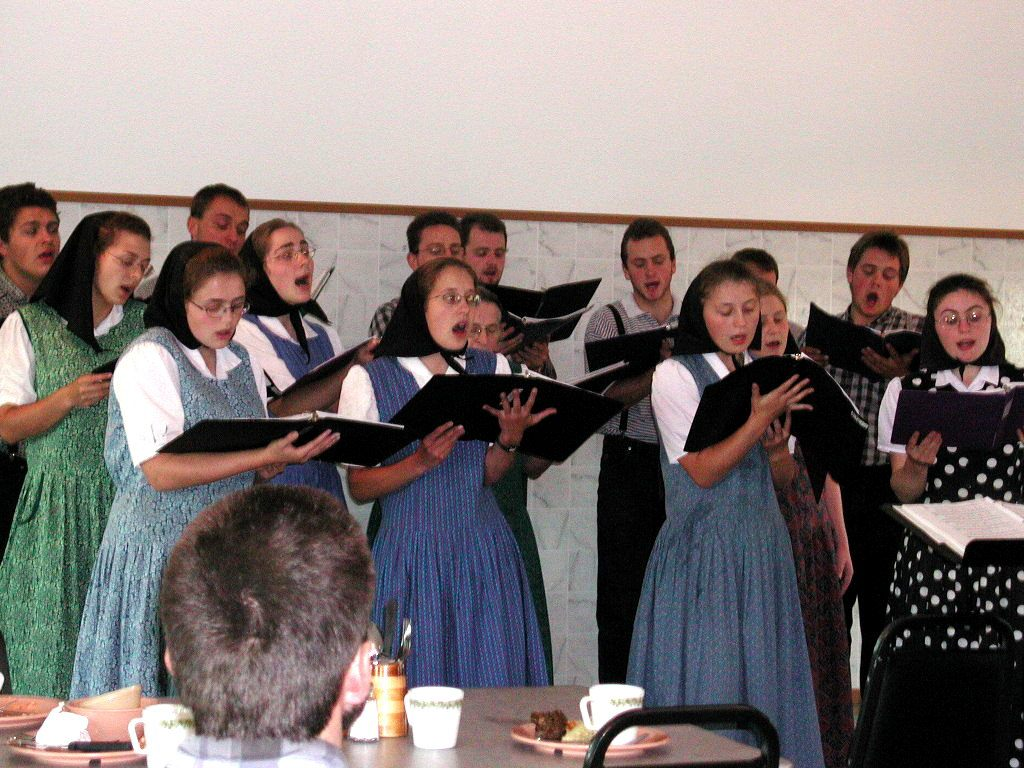
Chor

Grundlage zur Bewahrung ihrer Kultur bilden neben der Bibel das hutterische Gesangbuch sowie die handschriftlichen, immer wieder reproduzierten Aufzeichnungen aus der Frühzeit der Hutterer (Geschichtbuch der Hutterischen Brüder). Das Gesangbuch enthält neben Liedern mit biblischen Bezügen auch solche, die die Geschichte der Hutterer zum Inhalt haben. Der Gesang spielt überhaupt eine wichtige Rolle im Gemeindeleben und trägt zur Identitätsbewahrung der Gemeinde bei.

### Aufnahme in die hutterische Gemeinschaft
Die Aufnahme in die volle Gemeindemitgliedschaft erfolgt erst nach der Taufe, für deren Gültigkeit die freie Glaubensentscheidung des Täuflings unbedingte Voraussetzung ist. Die Kindertaufe wird deshalb strikt abgelehnt.

### Mission
Eine aktive missionarische Verbreitung der hutterischen Lehren wurde in neuerer Zeit nahezu gänzlich aufgegeben. Eine Ausnahme bildet der in Nigeria gegründete Bruderhof. Dieser wurde als Missionsinstrument gegründet und wird von den Bruderhöfen in Nordamerika finanziell unterstützt.

### Ehe und Familie

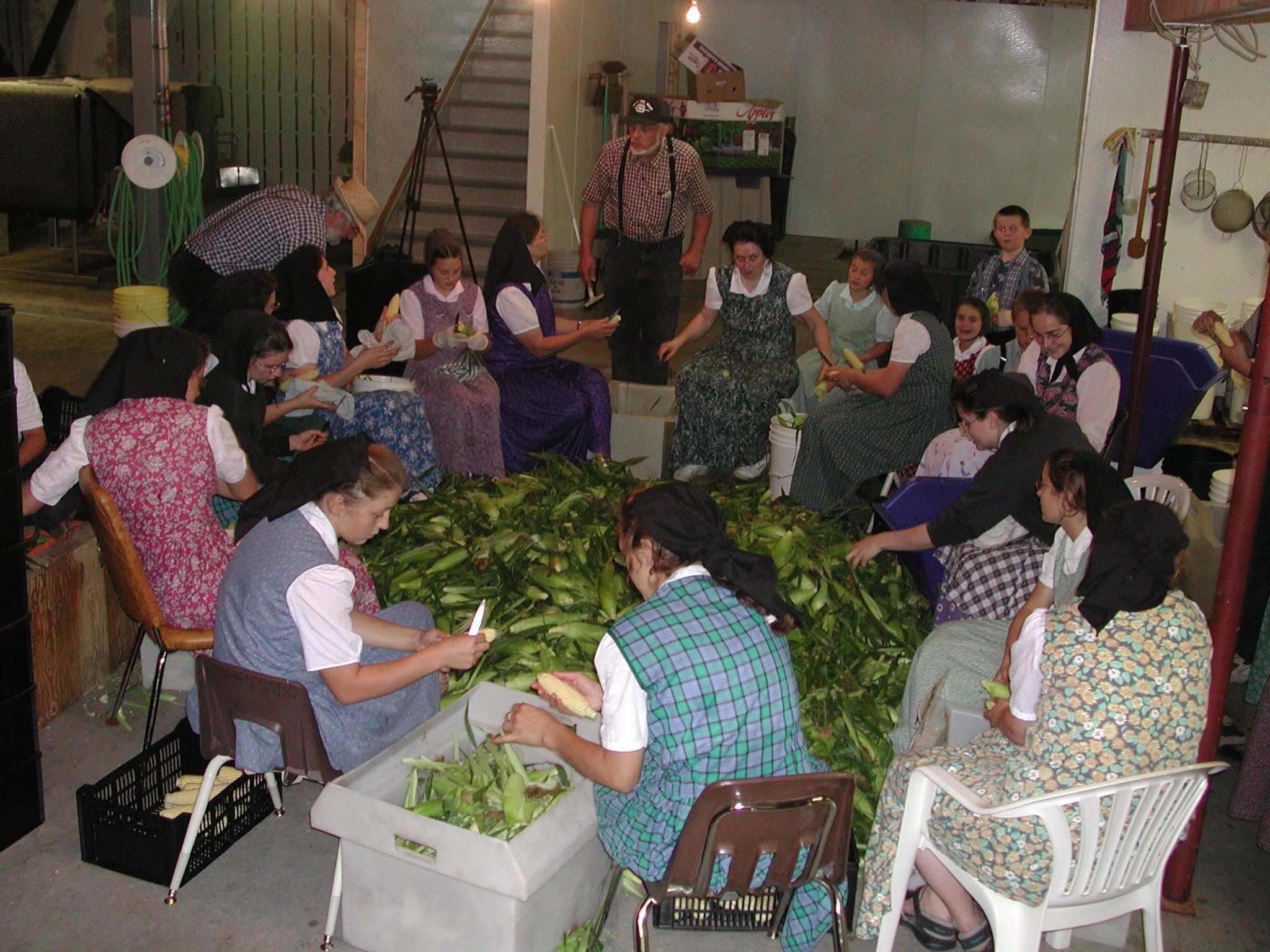
Hutterinnen bei der Arbeit

Zur Vermeidung von geschlossenen Heiratskreisen sind die Ältesten der Kolonien für die Ehevermittlung zuständig. Die letzte Entscheidung über eine Eheschließung trifft die Familie der Braut. Jene zieht nach der Eheschließung in die Gemeinde ihres Ehemannes um. Durch die über Jahrhunderte praktizierte Heirat untereinander hat sich ein eigener Blutgruppenfaktor entwickelt, der in der Wissenschaft als „Waldner positiv“ bezeichnet wird.
Hutterer-Kolonien sind patriarchal organisiert. In der Organisation des Gemeinschaftslebens arbeiten Männer und Frauen, Jungen und Mädchen auf Gebieten, die dem traditionellen Rollenverständnis der Geschlechter entsprechen, dazu gehören bei den männlichen Gemeindemitgliedern neben der Landwirtschaft das Erlernen und Ausüben eines Handwerks, bei weiblichen Gemeindemitgliedern Kochen, Krankenpflege, Gartenarbeit, die Herstellung oder Beschaffung von Stoffen, aus denen die Kleidung der Gemeinschaft hergestellt wird, und ihre Anfertigung.
Familien mit zehn bis zwölf Kindern sind keine Seltenheit. Die Geburtenrate der Hutterer gehört zu den höchsten der Welt. Bis heute werden in der Wissenschaft Rechenmodelle verwendet, in denen die Geburtenrate der Hutterer als Maximalwert integriert ist.

### Erziehung, Schule und Berufsausbildung

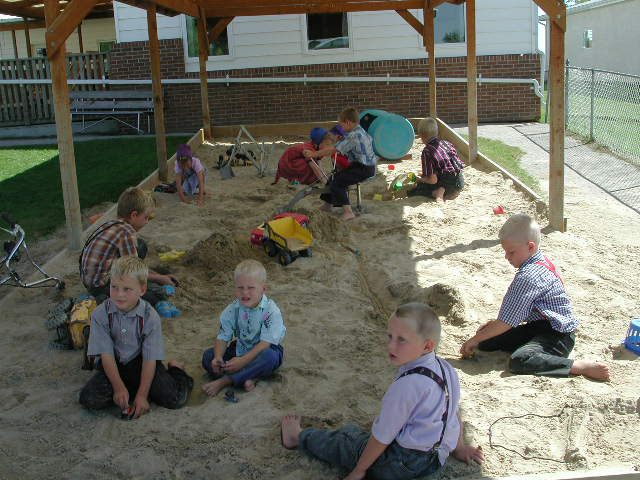
Klankinderschuel (Kindergarten)

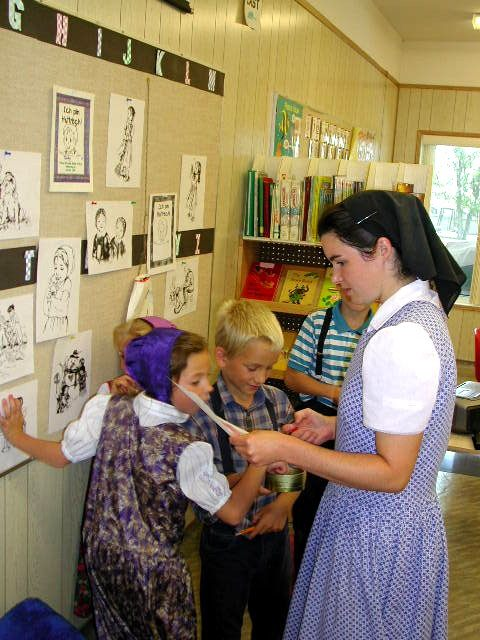
Kinder beim Lernen

Da sich bei den Hutterern auch die Frauen an der gemeinschaftlichen Arbeit auf dem Hof beteiligen, gibt es eine gemeinsame vorschulische Kinderbetreuung, die Klankinderschuel. In der Regel besuchen die Kinder diese ab einem Alter von zweieinhalb Jahren. Bemerkenswert in diesem Zusammenhang ist die lange Tradition dieser Einrichtung. Bereits im 16. Jahrhundert wurden die hutterischen Kinder in dieser Art betreut. Damit dürfte die Klankinderschuel einer der ältesten Vorläufer des Kindergartens sein.
Obwohl bei den Hutterern seit dem 16. Jahrhundert Schulpflicht besteht, schicken sie ihre Kinder nicht auf öffentliche Schulen. Stattdessen haben sie ein eigenes Schulwesen entwickelt. Die Kinder werden sieben Jahre im Lesen und Schreiben sowie Rechnen ausgebildet. Die Ausbildung der jungen Hutterer ist mit dem 15. Lebensjahr abgeschlossen. Höhere Bildung streben die Hutterer nicht an, denn vorrangiges Ziel der Ausbildung ist das Eigenstudium der Bibel und die Ausbildung für die Arbeit auf dem Bruderhof. Lehrer genießen aufgrund ihrer herausragenden Bedeutung für die Bewahrung der Tradition hohe Anerkennung in der Gemeinde. Die Erziehung der Kinder, auch durch Stockhiebe, obliegt ihnen. In Kanada müssen die Kinder zusätzlich zum gemeinschaftlichen Unterricht von einer staatlichen Lehrkraft gehaltene Unterrichtsstunden besuchen.
Nach der Schulzeit beginnt die Ausbildung in einem der Arbeitsbereiche der Gemeinde – zum Beispiel zum Schuster, zur Arbeit in der Landwirtschaft, oder auch zum Schulmeister. Ausbilder sind jeweils ältere Gemeindemitglieder, die in den entsprechenden Aufgabenfeldern langjährige Erfahrung haben. Pädagogisches Prinzip ist learning by doing. Prüfungen gibt es keine. Heutzutage besuchen einige wenige Gemeindemitglieder aufgrund der zunehmenden Technisierung in der Produktion die Universität. Die Brandon University in Manitoba bietet eine eigene Lehrerausbildung für Hutterer an. Das Hutterite Education Program (BUHEP) wird jedoch nur von Teilen der Schmiedleut angenommen.

### Die hutterische Siedlung

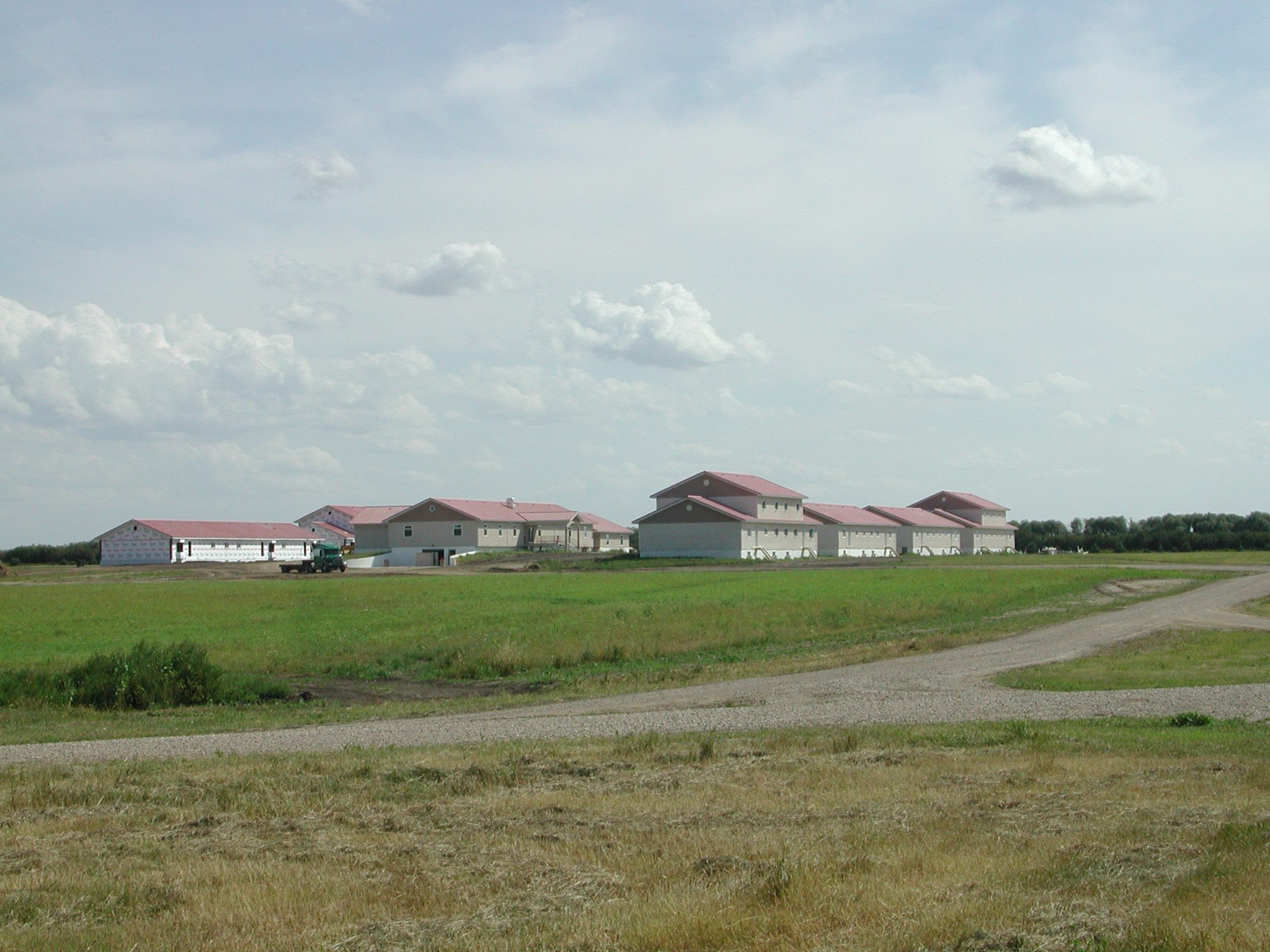
Neue Kolonie

Die Hutterer siedeln in meist abgeschiedenen Gegenden und leben vor allem von der Landwirtschaft. Sie gründen eigene Gemeinden, die als Bruderhöfe oder Kolonien bezeichnet werden. Ein solcher Bruderhof ist hoch funktional aufgebaut. Er besteht neben den Wohnhäusern aus der Küche mit gemeinsamem Speisesaal, dem Kindergarten und der Schule. Des Weiteren gibt es eine Reihe von Wirtschaftsgebäuden (Schmiede, Buchdruckerei, Schreinerwerkstatt) sowie Stallungen für das Vieh. Die Bruderhöfe sind stets nach demselben Muster gebaut. Auf einem Bruderhof leben gewöhnlich zwischen 120 und 150 Menschen. Wenn diese Anzahl erreicht ist, gibt es nicht mehr genug Arbeit für alle Mitglieder, sodass sich die Gemeinde teilt. Der Bruderhof erwirbt Land, das Inventar wird geteilt, und rund die Hälfte der Bewohner gründet einen neuen Hof. Dabei entscheidet über die Frage, wer den Hof verlassen muss, das Los. Ehepaare sowie Familien mit Kindern werden dabei aber nicht getrennt. Da die Geburtenrate überdurchschnittlich hoch ist, kommt es ungefähr alle 20 bis 25 Jahre zu einer solchen Neugründung.
Auf einem Bruderhof gibt es keine Arbeitslosigkeit und kaum Kriminalität. Alte, Kranke oder Behinderte werden nicht isoliert, sondern nehmen, so gut es geht, am Gemeinschaftsleben teil. Die Hutterer nehmen die sozialen Wohlfahrtseinrichtungen, bis auf das Gesundheitssystem, nicht in Anspruch. In der landwirtschaftlichen Produktion benutzen die Hutterer modernste Methoden (Düngung, moderne Mähdrescher etc.). Die Überschüsse werden in der nächsten Stadt verkauft, die Gewinne für die nächste Neugründung der Gemeinde angespart. In Gegenden mit zahlreichen Bruderhöfen spielen die Hutterer oft eine erhebliche Rolle in der Landwirtschaft.

### Sterben in der Gemeinde
Beim Tod eines Gemeindemitgliedes kommen die Mitglieder der umliegenden Gemeinden zur Totenwache. Dabei wird zwei Tage gebetet, gesungen und ein Leichenschmaus gehalten. Der Tote wird anschließend auf einem eigenen Friedhof (dem Todtengarten) beigesetzt.

## Die Sprache der Hutterer
Bei abnehmender hochdeutscher Sprachkompetenz sprechen alle Alt-Hutterer noch immer das Hutterische als Muttersprache, einen oberdeutschen Dialekt bairischer Prägung, in dem seit den 1760er Jahren die Südbairische Kärntner Mundart dominiert. Als Gottesdienstsprache verwenden sie allerdings ein altertümliches Hochdeutsch. Ausgenommen hiervon sind der modernere Teil der Schmiedeleut, die Schmiedeleut I, deren deutsch-englisches Schulwesen am zeitgenössischen Hochdeutsch in Mitteleuropa orientiert ist.

## Herausforderungen im 21. Jahrhundert
Die Verdrängung der deutschen durch die englische Sprache könnte dazu führen, dass die Aufzeichnungen über die gemeinsame Geschichte der letzten 300 Jahre unverständlich werden. Es besteht die Gefahr, dass mit der Sprache auch ein Teil der Identität verloren geht. Auch die zunehmenden Kontakte mit der Außenwelt durch den Einzug von Kommunikationsmitteln (vor allem des Telefons) sowie die zunehmende Automobilisierung der Hutterer lassen in Zukunft eine stärkere Einflussnahme der amerikanischen Kultur auf das hutterische Gemeinwesen vermuten. Astrid von Schlachta führt dazu aus, dass die Hutterer einen Weg finden müssten, mit diesen äußeren Einflüssen umzugehen, um zu vermeiden, dass jüngere Anhänger die Gemeinde verlassen. Des Weiteren könnten die staatliche Gesetzgebung sowie schwankende Marktpreise große Auswirkungen auf die Stabilität der Kolonien haben.

### Gegenpositionen
Hutterer ordnen sich stark den Erfordernissen der Gemeinschaft unter. Kritisiert wird vor allem die fehlende Selbstbestimmung ihrer Anhänger. So seien die Mitglieder stark emotional an die Gruppe gebunden. Bestrafungen abweichenden Verhaltens können im Ausschluss aus der Gemeinde enden. Die Gemeindemitglieder leben in von der Gemeinschaft zur Verfügung gestellten und eingerichteten geräumigen, eingeschossigen Reihenhäusern mit jeweils zwei Wohneinheiten. Jede Familie verfügt über eine große Wohnküche, Elternschlafzimmer und Kinderzimmer, wobei die Kinder bis zur Verehelichung mit den Eltern leben und mitunter sehr wenig bzw. keine Privatsphäre haben. Die Bewegungs- sowie die Meinungsfreiheit seien stark eingeschränkt – die Bewegungsfreiheit vor allem durch Geldmangel –, und jedes Gemeindemitglied erhalte nur ein kleines Taschengeld. Die Glaubensausrichtung wird als fundamentalistisch bezeichnet. Akzeptiert werden für getaufte Hutterer nur Heiraten mit ebenfalls getauften Hutterern. In einigen Gemeinden werden an Kindern in der Schule immer noch – in den USA legale – Körperstrafen vollzogen.

## Filmographie
- Fremde Kinder. Kinder der Utopie. Dokumentarfilm von Klaus Stanjek, Deutschland 1999, 30 Minuten
- Kommune der Seligen. Dokumentarfilm, 90 Min., Deutschland 2004, Regie: Klaus Stanjek, Erstausstrahlung: Arte 2006, Bester Dokumentarfilm der Bozner Filmtage 2005 Kommune der Seligen
- Jakob Hutter und die Hutterer, Märtyrer des Glaubens. Dokumentarfilm, 82 Min., Österreich 2004, Regie: Thomas F. J. Lederer, Produzent: Louis Holzer, Taura Film[30]
- Stille Nacht in Kanada. Weihnachten bei den Hutterern. Dokumentarfilm von Wolfgang Wegner, 30 Minuten
- Hutterer – Ein Leben wie die Amish. Dokumentation von Thomas Risch über die Hutterer-Kolonie bei Leask in Saskatchewan in Kanada. Österreich 2012, 50 Minuten[31]
- Lynn Alleway: Wie man in den Himmel kommt – Die Amish aus Tirol. Dokumentation 2013, ausgestrahlt im ORF 2 am 30. Juli 2019 (53 min).[32]

### Deutschsprachig
- William Albert Allard: Die Hutterer: „Teile alles, vertraue auf Gott.“ Die Gemeinde von Surprise Creek lebt noch streng nach den Regeln ihrer Vorväter. In: National Geographic Deutschland. Hamburg 2006, S. 64–91.
- Sibylle Becker: Die Hutterer. Architektur eines vergessenen Volkes. In: Bauwelt. Band 28/29, Berlin 1989, ISSN 0005-6855.
- Rolf Wilhelm Brednich: Die Hutterer. Eine alternative Kultur in der modernen Welt (= Herder-Spektrum. Band 4676). Herder, Freiburg 1998, ISBN 3-451-04676-8.
- Erich Buchinger: Die Geschichte der Kärntner Hutterischen Brüder in Siebenbürgen und in der Walachei 1755–1770, in Rußland und Amerika. Ein Beitrag zum Schicksal von Kärntner Transmigranten und zur Geschichte der heutigen Hutterischen Bruderhöfe in den USA und Kanada. In: Carinthia, 172, 1982, ISSN 0008-6606, S. 145–302.
- Ulrich Eggers: Gemeinschaft lebenslänglich. Deutsche Hutterer in den USA. Brockhaus, Wuppertal 1985, ISBN 3-8137-3232-0; 3. Auflage 1992, ISBN 3-417-20395-3.
- Robert Friedmann: Die Schriften der Huterischen Täufergemeinschaften. Gesamtkatalog ihrer Manuskriptbücher, ihrer Schreiber und ihrer Literatur 1529–1667 (= Österreichische Akademie der Wissenschaften, Philosophisch-historische Klasse: Denkschriften, 86). Böhlau, Graz 1965.
- Erich Geldbach: Der reiche Mann und der arme Lazarus. Kanadisch-japanische Begegnung auf Hutter-Deutsch. In: Zeitschrift für Religions- und Geistesgeschichte, 34, 1982, ISSN 0514-650X, S. 347–363.
- Michael Holzach, Timm Rautert (Fotos): Die Hutterer. „Jedr gibt, wos’r konn, und kriegt, wos’r braucht.“ Reportage über ein Jahr bei den deutschen Hutterern in Kanada. Geo-Magazin, 8. Hamburg, August 1979, ISSN 0342-8311, S. 74–104.
- Michael Holzach: Das vergessene Volk. Ein Jahr bei den deutschen Hutterern in Kanada. Fotos Timm Rautert. Hoffmann und Campe, Hamburg 1980, ISBN 3-455-08844-9; wieder dtv 30008, München 1996, ISBN 3-423-30008-6.
- Hutterian Brethren (Hrsg.): Rechenschaft unsrer Religion, Lehre und Glaubens. (Ridemans (sic!) Rechenschaft). Verlag der Hutterischen Brüder Gemeine, Falher, Alberta 1988.
- Mary-Ann Kirkby: Ich bin eine Hutterin. Die faszinierende Geschichte meiner Herkunft. SCM Hänssler, Holzgerlingen 2011, ISBN 978-3-7751-5272-3 (I am Hutterite. Polka Dot Press, Winnipeg 2007).
- Thomas Kuster: Katalogbeiträge zum Habanerkunsthandwerk vom 16. bis 17. Jahrhundert. In: Die Hutterer. Verbrannte Visionen. Ausstellung im Museum Goldenes Dachl. Innsbruck 2007.
- Bernd G. Längin: Die Hutterer. Gefangene der Vergangenheit, Pilger der Gegenwart, Propheten der Zukunft. Rasch und Röhring, Hamburg 1986, ISBN 3-89136-061-4; wieder Goldmann-TB 11686, München 1991, ISBN 3-442-11686-4.
- Werner O. Packull: Die Hutterer in Tirol. Frühes Täufertum in der Schweiz, Tirol und Mähren. Wagner, Innsbruck 2000, ISBN 3-7030-0351-0 (Hutterite Beginnings. Communitarian Experiments during the Reformation. Johns Hopkins University Press, Baltimore 1995).
- Andrea D. Perterer: Der Kulturraum der Hutterer in Nordamerika. Wandel der Lebensformen einer Religionsgruppe im Spannungsfeld zwischen Tradition und Modernisierung. Beiträge zur Kanadistik, 8. Wißner, Augsburg 1998, ISBN 3-89639-137-2.
- Victor Peters: Die Hutterischen Brüder. Die Geschichte und soziale Entwicklung einer erfolgreichen Gütergemeinschaft (Schriftenreihe der Kommission für ostdeutsche Volkskunde / Deutsche Gesellschaft für Volkskunde; Bd. 58). Elwert, Marburg 1992, ISBN 3-7708-0978-5.
- Herfried Scheer: Die deutsche Mundart der Hutterischen Brüder in Nordamerika (= Beiträge zur Sprachinselforschung, Band 5). Verband wissenschaftlicher Gesellschaften Österreichs VWGÖ, Wien 1987, ISBN 3-85369-691-0.
- Astrid von Schlachta: Die Hutterer zwischen Tirol und Amerika. Eine Reise durch die Jahrhunderte. Wagner, Innsbruck 2006, ISBN 978-3-7030-0419-3.
- Astrid von Schlachta u. a. (Hrsg.): Verbrannte Visionen? Erinnerungsorte der Täufer in Tirol. Innsbruck University Press, Innsbruck 2007.
- Gerd Ströhmann: Erziehungsrituale der Hutterischen Täufergemeinschaft. Gemeindepädagogik im Kontext verschiedener Zeiten und Kulturen (Historisch-vergleichende Studien zum internationalen Bildungsdialog, 2). Lit, Münster 1999, ISBN 3-8258-3978-8 (zugl. Dissertation, Universität Hildesheim 1997).
- Rudolf Stumberger: Das kommunistische Amerika. Auf den Spuren utopischer Kommunen in den USA. Mandelbaum, Wien, 2015, ISBN 978-3-85476-647-6, S. 199–218.
- Thomas Winkelbauer: Die Täufer. In: Österreichische Geschichte, Teil 2: Ständefreiheit und Fürstenmacht. Länder und Untertanen des Hauses Habsburg im konfessionellen Zeitalter. Ueberreuter, Wien 2003, ISBN 978-3-8000-3528-1, S. 160–177.
- Rudolf Wolkan; Hutterische Brüder in Amerika, Canada (Hrsg.): Das große Geschicht-Buch der Hutterischen Brüder. Standoff-Colony, MacLeod (Kanada) 1923.
- Andreas Johannes Friedrich Zieglschmid (Hrsg.): Das Klein-Geschichtsbuch der Hutterischen Brüder. The Carl Schurz Memorial Foundation, Philadelphia (Pennsylvania), 1947.[34]

### Englischsprachig
- Sibylle Becker: The Hutterites. Architecture and Community. Masterthesis, University of Calgary, Alberta 1989, ISBN 0-315-54182-2 (3 Microfiches).
- Leonard Gross: The Golden Years of the Hutterites. The Witness and Thought of the Communal Moravian Anabaptists during the Walpot Era 1565–1578 (= Studies in Anabaptist and Mennonite history, 23). Herald Press, Scottdale 1980.
- John Hofer: The History of the Hutterites. D. W. Freisen, Altona (Manitoba) 1982.
- John A. Hostetler: Hutterite Life. Herald Press, Scottdale 1965.
- John A. Hostetler: Hutterite Society. Johns Hopkins University Press, Baltimore 1977, ISBN 0-8018-1956-3 (zuerst London 1974).
- Hanna Kienzler: Gender and communal longevity among Hutterites. How Hutterite women establish, maintain and change colony life (Berichte aus der Ethnologie). Shaker, Aachen 2005, ISBN 3-8322-3682-1.
- Andrew Wipf: Hutterite Telephone & Address Book. Lakeside Hutterian Brethren, Cranford, Alberta 1998.